# 1296 en santé et médecine
| Années de la santé et de la médecine : 1293 - 1294 - 1295 - 1296 - 1297 - 1298 - 1299    |
| Décennies de la santé et de la médecine : 1260 - 1270 - 1280 - 1290 - 1300 - 1310 - 1320 |

Cet article présente les faits marquants de l'année 1296 en santé et médecine.

## Événements

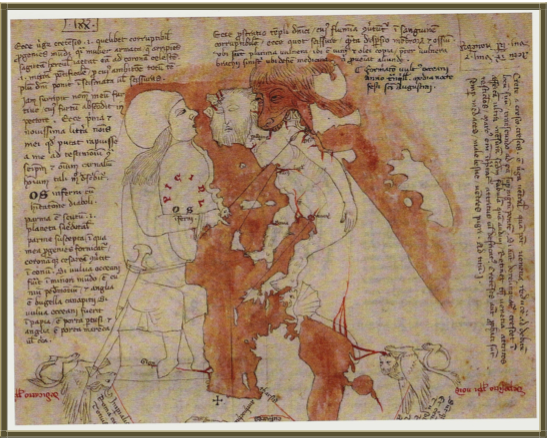
Opicinus de Canistris « Carte anthropomorphe » Vaticanus latinus 6435 (c.1337-1338)

- 24 décembre : Naissance d'Opicinus de Canistris (qui mourra entre 1350 et 1352), prêtre, écrivain et illustrateur italien dont l’œuvre autobiographique présente un caractère psychotique[1].
- Construction de l'hôpital du Saint-Esprit (en) de Copenhague par Johannes Krag, évêque de Roskilde[2].
- 1296-1297 : résidant à Angkor, Zhou Daguan, ambassadeur de l'empereur Témur Khan auprès d'Indravarman III, est témoin de la récente interdiction faite aux mandarins du Cambodge et du Champa de prélever de la bile humaine sur des individus vivants[3].

## Publications
- Lanfranc de Milan (1250-1310), médecin et chirurgien italien, dédie à Philippe le Bel sa Chirurgia magna, qui « dominera tout l'enseignement chirurgical jusqu'à l'apparition de Guy de Chauliac[4] ».
- Bernard de Gordon dicte un traité de thérapeutique intitulé De methodo curandi affectus praeter naturam[5].

## Personnalités
- Fl. Grat, chirurgien de Robert II, comte d'Artois[6].
- Fl. Guidomarus, docteur en médecine de l'université de Paris[6].
- Fl. Jean de Trets, mathématicien, médecin au service de Charles II, roi de Naples et comte de Provence[7].
- 1288-1296 : fl. Jean, médecin à Chambéry, archiatre des comtes de Savoie[6].
- 1296-1301 : fl. Bienvenu, médecin de Robert II, comte d'Artois[6].
- 1296-1313 : fl. Jean de Torco, médecin au service de Charles II, roi de Naples, puis de son fils Robert Ier, et professeur de médecine à l'université de Naples[7].

## Décès
- Al-Ashraf Umar II (en) (né vers 1242), prince yéménite, astronome et savant polygraphe, auteur de nombreux ouvrages dont certains traitent de médecine et de médecine vétérinaire[8].
- Entre 1296 et 1299 : Aldebrandin de Sienne (né à une date inconnue), médecin italien, auteur, en français, en 1256, du Régime du corps, premier traité de diététique rédigé en langue vulgaire[9],[10].